# مدرسة 22 بهمن
مدرسة 22 بهمن هي مدرسة تاريخية تعود إلى دولة بهلوية، وتقع في أرومية.